# Principi d'Austria-Ungheria
Questa pagina elenca le famiglie principesche nei territori dell'impero austro-ungarico, sia quelle ancora esistenti che quelle estinte. Il titolo principesco (Fürst) era il più prestigioso titolo della nobiltà austriaca, e le famiglie che ne erano insignite costituivano l'alta nobiltà (Hoher Adel) accanto ai conti (Graf); questa stretta cerchia, chiamata 100 Familien (100 famiglie), possedeva enormi ricchezze e possedimenti. Avevano anche una grande influenza a corte, e quindi giocarono un ruolo importante nella politica e nella diplomazia.

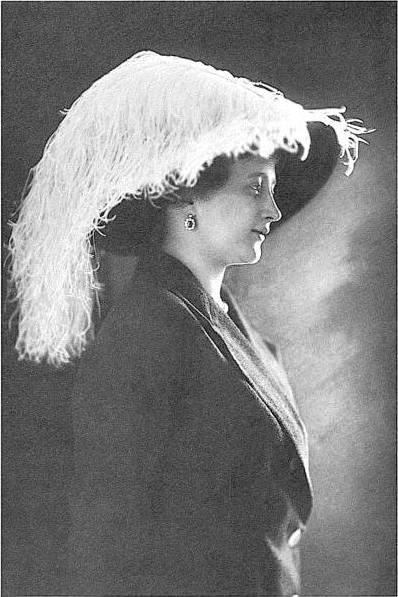
Contessa Isabella Esterházy de Galánta nel 1911.

## Principi
- Auersperg
- Batthyány-Strattmann[1]
- Bretzenheim de Regecz[2]
- Clary und Aldringen[3]
- Collalto-San Salvatore[3]
- Colloredo-Mansfeld[4]
- Concini von Penna (Contzin)
- Croÿ[4]
- Dietrichstein[2]
- Eggenberg[5]
- Esterházy[6]
- Festetics[7]
- Fürstenberg[8]
- Grassalkovics[9]
- Hohenlohe[10]
- Kaunitz-Rietberg[2]
- Khevenhüller-Metsch[11]
- Kinsky[12]
- Lamberg[2]
- Liechtenstein
- Lichnowsky
- Lobkowicz[13]
- Metternich-Winneburg[14]
- Montenuovo[2]
- Oettingen-Oettingen[15]
- Orsini-Rosenberg[16]
- Paar[2]
- Pàlffy d'Erdœd[2]
- Palm-Gundelfingen[2]
- Porcia[2]
- Rohan[17]
- Sayn-Wittgenstein[18]
- Schönburg-Hartenstein[19]
- Schönburg-Waldenburg
- Schwarzenberg[20]
- Starhemberg[21]
- Thun-Hohenstein[22]
- Trauttmansdorff-Weinsberg[23]
- Waldburg[24]
- Windisch-Graetz[3]

Detenevano un seggio ereditario nella camera dei signori d'Austria le seguenti famiglie principesche (in ordine di precedenza): Liechtenstein, Lobkowitz, Dietrichstein, Auersperg, Fürstenberg, Schwarzenberg, Thurn und Taxis, Colloredo, Khevenhüller, Hohenlohe-Langenburg, Starhemberg, Salm-Raitz, Orsini-Rosenberg, Schönburg-Hartenstein, Metternich-Winneburg, Windisch-Graetz, Trauttmansdorff, Lubomirski, Porcia, Lamberg, Kinsky, Clary und Aldringen, Paar, Czartoryski, Sanguszko, Rohan, Collalto, Sapieha, Montenuovo, Beaufort-Spontin, Thun und Hohenstein.